# 佐藤爽
佐藤 爽（さとう そう、2003年2月9日 - ）は、北海道北広島市出身のプロ野球選手（投手・育成選手）。左投左打。埼玉西武ライオンズ所属。

## 経歴

### プロ入り前
小学校2年生のときに『北広島イーストグローリー』で野球を始め、北広島市立大曲中学校時代は硬式野球の『札幌豊平ボーイズ』でプレーした。
札幌山の手高校では2年秋にチーム史上3度目となる全道大会へ進出。ただ、全道大会では帯広農業との初戦（2回戦）で敗退し、3年間では2年秋の全道大会2回戦が最高戦績と目立った実績を残せなかった。
星槎道都大学へ進学すると、1年春からリーグ戦に登板。2年秋にチームは4季ぶりとなるリーグ優勝を果たしたが、明治神宮大会の出場権が懸かった北海道地区代表決定戦では東農大オホーツクに敗れた。佐藤は3年時から才能が開花し、3年春のリーグ戦では最優秀投手賞とベストナインに輝く活躍を見せ、チームは2季連続優勝で全日本大学選手権にも出場。3年秋のリーグ戦でチームは準優勝であったが、個人としては優秀投手賞に輝いた。4年春のリーグ戦では30回1/3連続無失点を記録するなど、5勝0敗・防御率0.47の好成績。チームのリーグ優勝に大きく貢献し、最高殊勲選手賞・最優秀投手賞・特別賞・ベストナインに輝いた。全日本大学選手権にも出場し、仙台大との初戦に先発したが、5回途中9失点（自責点3）で降板してチームも敗退。4年秋のリーグ戦でチームは準優勝であったが、個人としては優秀選手賞と優秀投手賞に輝いた。
2024年10月24日に開催されたドラフト会議にて、埼玉西武ライオンズから育成4位指名を受けた。11月17日には支度金350万円・年俸400万円（金額はいずれも推定）で仮契約を締結。12月1日に新入団選手発表会が行われ、背番号は133と発表された。なお、チームには同姓の佐藤隼輔と佐藤龍世が在籍、さらにはドラフト同期で佐藤太陽も入団したことから、スコアボード上および報道上の表記は「佐藤爽」、背ネーム表記は「S.SATOH」となる。

## 選手としての特徴
最速148km/hのストレート、スライダー、カーブ、チェンジアップなどを投げ分ける。

## 詳細情報

### 背番号
- 133（2025年[20] - ）